# آفلنتس لند
آفلنتس لند (به آلمانی: Aflenz Land) یک منطقهٔ مسکونی در اتریش است که در بروک مورتسوچلاگ واقع شده‌است. آفلنتس لند ۳۹ کیلومتر مربع مساحت دارد ۷۶۵–۱٬۸۱۰ متر بالاتر از سطح دریا واقع شده‌است.